# 青海緑道公園
青海緑道公園（あおみりょくどうこうえん）は、東京都江東区青海四丁目にある都立の海上公園（東京都港湾局所管）である。

## 概要
南北に園路が長く続き、アジサイなど、草木がかなり多い公園で、園路中央で青海中央ふ頭公園と接続している。
通年入園自由で無料。トイレは無いが隣の青海中央ふ頭公園に有る。

## アクセス
鉄道
- ゆりかもめ：テレコムセンター駅から徒歩4分。

バス
「テレコムセンター駅前」から徒歩4分。
- 都営バス
  - 海01
  - 波01
  - 波01出入
  - 急行05（土休日のみ）
  - 急行06（土休日のみ）

## 周辺施設
- 東京臨海副都心
  - テレコムセンター
  - 水の広場公園
  - シンボルプロムナード公園
  - 青海南ふ頭公園